# ایوان پتکوف کولیف

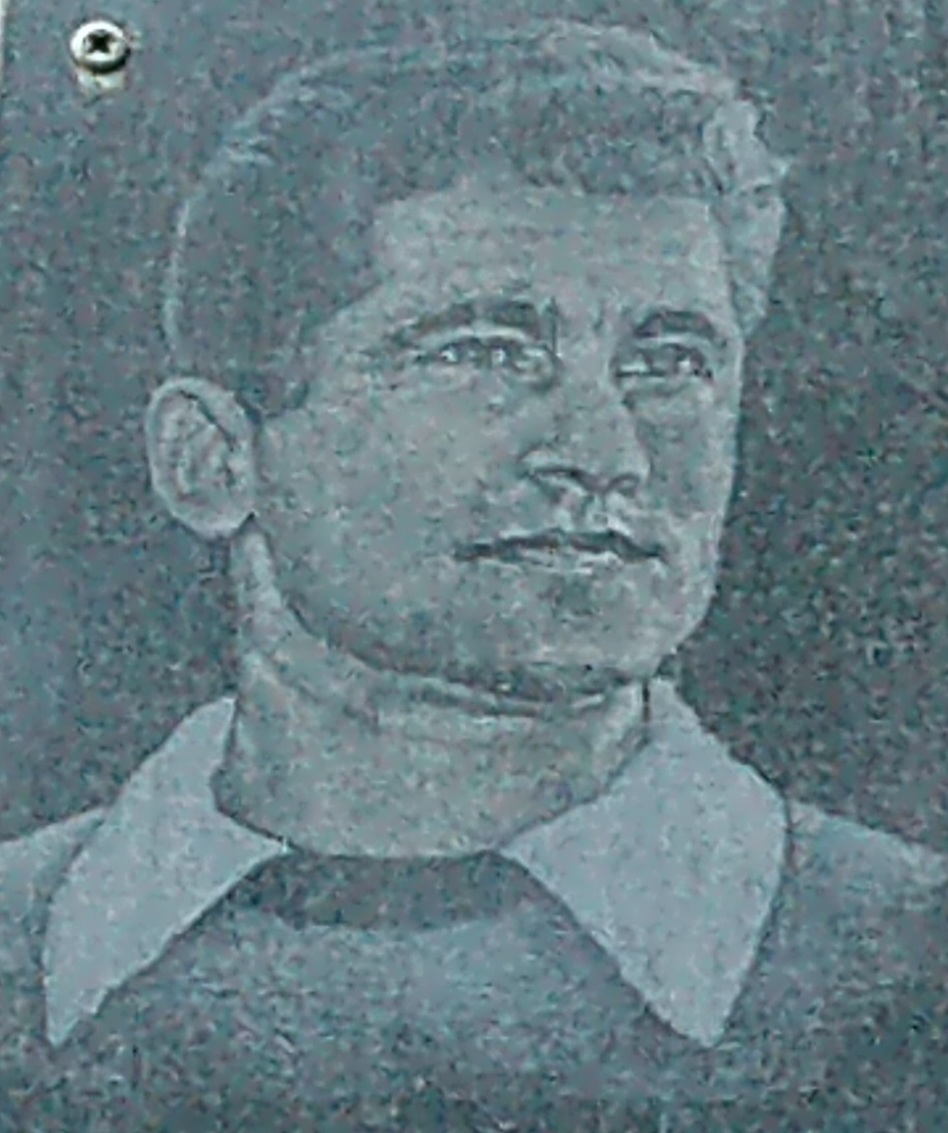
ایوان پتکوف کولیف - بازیکن فوتبال بلغاری‌تبار

ایوان پتکوف کولیف (به بلغاری: Иван Петков Колев)، متولد ۱ نوامبر ۱۹۳۰ در صوفیه و درگذشته در ۱ ژوئیه ۲۰۰۵، یکی از برجسته‌ترین بازیکنان فوتبال و مربیان اهل بلغارستان بود. وی با عملکرد خود در دوران بازیگری و مربیگری توانست نام خود را در تاریخ فوتبال بلغارستان جاودانه کند.
وی در تیم ملی فوتبال بلغارستان بازی کرده‌است
دوران جوانی و شروع حرفه‌ای:
ایوان کولیف در شهر صوفیه به دنیا آمد و از سنین جوانی به فوتبال علاقه‌مند شد. او حرفه‌ی فوتبالی خود را از باشگاه اسپورتیت صوفیه در سال ۱۹۴۵ آغاز کرد و تا سال ۱۹۴۸ در این باشگاه بازی کرد. سپس به باشگاه VVS صوفیه پیوست و از سال ۱۹۴۹ تا ۱۹۵۰ در این تیم حضور داشت.
دوران بازیگری:
بزرگترین بخش دوران حرفه‌ای کولیف در تیم CSKA صوفیه گذشت. او از سال ۱۹۵۰ تا ۱۹۶۷ در این تیم بازی کرد و در این مدت ۳۰۴ بازی انجام داد و ۹۰ گل به ثمر رساند. ایوان کولیف به عنوان یکی از بهترین مهاجمان تاریخ این باشگاه شناخته می‌شود و توانست افتخارات زیادی را به همراه تیم خود کسب کند.
افتخارات بین‌المللی:
کولیف برای تیم ملی بلغارستان نیز بازی‌های بسیاری انجام داد. او در دو دوره جام جهانی فوتبال، در سال‌های ۱۹۶۲ و ۱۹۶۶، به میدان رفت و نمایشی درخشان از خود نشان داد. علاوه بر این، او در بازی‌های المپیک ۱۹۵۶ نیز شرکت کرد و توانست با تیم ملی بلغارستان به مدال برنز دست یابد.
پایان دوران بازیگری و آغاز مربیگری:
پس از پایان دوران بازیگری، کولیف به عنوان مربی فعالیت خود را ادامه داد. او تجربیات و دانش خود را به نسل‌های جوان‌تر منتقل کرد و در تیم‌های مختلفی به عنوان مربی خدمت کرد. عملکرد موفق او در دوران مربیگری نیز به شناخت او به عنوان یکی از چهره‌های مهم فوتبال بلغارستان کمک کرد.
مرگ:
ایوان پتکوف کولیف در ۱ ژوئیه ۲۰۰۵ در سن ۷۴ سالگی درگذشت. مرگ او باعث شد تا جامعه فوتبال بلغارستان یکی از اسطوره‌های خود را از دست بدهد، اما یاد و خاطره او همچنان در قلب هواداران فوتبال زنده است.
نتیجه‌گیری:
ایوان پتکوف کولیف با عملکرد درخشان خود در دوران بازیگری و مربیگری به یکی از چهره‌های ماندگار تاریخ فوتبال بلغارستان تبدیل شد. او نه تنها در باشگاه‌های داخلی بلکه در سطح بین‌المللی نیز به موفقیت‌های بسیاری دست یافت و افتخارات زیادی را برای کشورش به ارمغان آورد. یاد و خاطره او همواره در تاریخ فوتبال باقی خواهد ماند.